# Rifugio Tomeo
Il rifugio Tomeo è un bivacco alpino, situato nel comune di Lavizzara, nella valle Maggia, in Canton Ticino, nelle Alpi Lepontine a 1 739 m s.l.m. Il rifugio è situato sulla via alta della Vallemaggia, non lontana dal lago Tomeo.

## Storia
È una cascina riadattata nel 1986, oggetto di alcune migliorie negli anni 2010.
A fianco al vecchio rifugio è stata inaugurata nel 2015 una nuova capanna alpina. Si tratta di una moderna costruzione custodita che si aggiunge alle funzioni del vecchio rifugio.

## Caratteristiche e informazioni
Consiste in un monolocale con cucina a legna completa di utensili. L'illuminazione è prodotta da pannelli solari. Il riscaldamento è a legna.
La nuova capanna Tomeo dispone di: due camere da 6 posti, una camera da 8 posti, una cameretta guardiano 2 posti. Due docce, due wc ed un locale deposito scarpe.

## Accessi
- Broglio 703 m Broglio è raggiungibile anche con i mezzi pubblici.
  - Tempo di percorrenza: 3 ore
  - Dislivello: 1 020 m
  - Difficoltà: T3

## Ascensioni
- Monte Zucchero
- Corona di Redòrta
- Via alta della Valle Maggia
- Triangolino

## Traversate
- Capanna Sovèltra 7 ore
- Capanna Alpe d'Osola 7 ore
- Capanna Cognora 7 ore
- Capanna Barone 8 ore
- Alpe Spluga 8 ore